# Vjatjeslav Ivanov (digter)
 For alternative betydninger, se Vjatjeslav Ivanov. (Se også artikler, som begynder med Vjatjeslav Ivanov)
Vjatjeslav Ivanovitj Ivanov (russisk: Вячесла́в Ива́нович Ива́нов; født 28. februar 1866 i Moskva, død 16. juli 1949 i Rom) var en russisk digter og dramatiker, der var tilknyttet russiske symbolisme. Han var også filosof, oversætter og litteraturanmelder.

## Biografi
Ivanov studerede historie og klassisk filologi i Moskva og Berlin og blev påvirket af Vladimir Solovjov og Friedrich Nietzsche. Han rejste til Grækenland, Egypten og Palæstina i 1902 for at samle materiale om Dionysoskulten, som senere resulterede i et omfattande studie i 1903-04. Han blev hyldet som lederen af de russiske symbolister i Sankt Petersborg. Han blev professor i litteratur og emigrerede i 1924 til Italien, hvor han konverterede til katolicismen. Som oversætter har han oversat blandt andet græsk og italiensk poesi til russisk.